# Vallei van de Geul stroomopwaarts van Kelmis
De Vallei van de Geul stroomopwaarts van Kelmis (Frans: Vallée de la Gueule en amont de Kelmis) is een Natura 2000-gebied in Wallonië dat de verbinding vormt tussen het coulisselandschap van het Land van Herve en de veenlandschappen richting Eifel en Ardennen. Het gebied ligt in de provincie Luik, in de gemeenten Kelmis, Lontzen, Raeren en Welkenraedt. Het Natura 2000-gebied is 460 hectare groot. Er komen negentien Europees beschermde habitattypen voor en twaalf Europees beschermde dier- en plantensoorten. Het bevat ook een klein gewestelijk beschermd natuurreservaat en een beschermd landschap. De vallei van de Geul en van het belangrijkste zijriviertje de Lontzenerbach toont overal de afwisselende milieus van kalkhoudende, venige, zure en zinkhoudende bodems. 60% van het gebied is privaat eigendom en 40% is eigendom van een lokale of gewestelijke overheid.

## Habitats
De habitats die het gebied kwalificeren voor Europese bescherming zijn divers. Bij de boshabitats gaat het om relatief grote oppervlakten beukenbossen van het type parelgras-beukenbos en veldbies-beukenbos. Daarnaast gaat het om eikenbossen van het type eiken-haagbeukenbos en oude berken-eikenbossen op zure zandgrond. Langs de Geul en zijriviertjes zijn de vochtige beekbegeleidende bossen uit het verbond van elzenbroekbossen een beschermd habitat. Bij de kruidachtige vegetaties gaat het om laaggelegen schrale hooilanden en hogergelegen, vochtige eutrafente ruigten met moerasspirea. Een bijzonderheid zijn de graslanden met metallofyten die gebonden zijn aan zinkhoudende bodems. De kenmerkende waterhabitats zijn riviertjes met vegetatie van fijne waterranonkel en sterrenkroos.

## Soorten
De kwalificerende soorten voor Europese bescherming zijn vooral vogelsoorten. In de natte en open gebieden gaat het om ijsvogel, wintertaling, zwarte ooievaar, grote zilverreiger en watersnip. Kenmerkende soorten van de beboste gebieden zijn oehoe, middelste bonte specht en rode wouw. Verder leeft in het water Cottus gobio (een donderpad). Andere Europees beschermde soorten zijn meervleermuis, ingekorven vleermuis en vale vleermuis. Daarnaast komen in het gebied enkele soorten voor van de Waalse Rode lijsten: kleine parelmoervlinder, rijstgras, rond wintergroen, zinkblaassilene, zinkboerenkers en bleekgeel blaasjeskruid.

## Deelgebieden
Het Natura 2000-gebied omvat enkele vermeldenswaardige bosgebieden: Buchenbusch, Landwehring en de bossen rond Kasteel Eyneburg. De vallei van de Lontzenerbach of Hohnbach is ook rijk aan ecologisch waardevolle bosgemeenschappen. De vallei van de Geul, met zijn afwisseling van water, open grasland en bosgebieden, is ook jachtterrein van visarend en wespendief.